# Sắp xếp, tinh gọn các cơ quan Đảng và tổ chức chính trị - xã hội 2024-2025
Việc Sắp xếp, tinh gọn các cơ quan Đảng và tổ chức chính trị - xã hội 2024-2025 nằm trong tiến trình chung Cải cách thể chế Việt Nam 2024-2025 do Tổng bí thư Tô Lâm khởi xướng từ cuối 2024 và hoàn thành trong 2025.

## Bước đi sắp xếp, tinh gọn
Việc sắp xếp, tinh gọn bộ máy cơ quan, các Ban của Đảng Cộng sản Việt Nam, Mặt trận Tổ quốc Việt Nam (MTTQ), các tổ chức chính trị - xã hội ở Trung ương và địa phương được thực hiện trước tiên trong toàn bộ tiến trình cải cách thể chế 2024 đến 2025.

## Đề án chung

### Việc sắp xếp, tinh gọn ở cấp trung ương
Chiều 24/12/2024, tại Trụ sở Trung ương Đảng, Ủy viên Bộ Chính trị, Thường trực Ban Bí thư, Chủ nhiệm Ủy ban Kiểm tra Trung ương Trần Cẩm Tú đã làm việc với đại diện lãnh đạo các cơ quan, Ban Đảng, đơn vị sự nghiệp, Mặt trận Tổ quốc và các tổ chức chính trị-xã hội ở Trung ương về tình hình tổng kết thực hiện Nghị quyết số 18-NQ/TW về tiếp tục đổi mới, sắp xếp tổ chức bộ máy của hệ thống chính trị tinh gọn, hoạt động hiệu lực, hiệu quả. 
Việc sắp xếp, tinh gọn bộ máy các cơ quan, Ban Đảng, Mặt trận Tổ quốc (MTTQ) và các tổ chức chính trị - xã hội ở Trung ương tại Việt Nam được triển khai theo định hướng của Trung ương từ cuối năm 2024. Theo báo cáo ngày 30/12/2024, các cơ quan được giao xây dựng đề án đã hoàn thiện và trình Ban Chỉ đạo Trung ương, đảm bảo tiến độ theo Nghị quyết 18-NQ/TW năm 2017 về đổi mới tổ chức hệ thống chính trị. Quá trình thực hiện chú trọng công tác tư tưởng, phổ biến thông tin kịp thời, tạo sự đồng thuận trong cán bộ, đảng viên. Các văn bản như quyết định kết thúc hoạt động, quy định chức năng, nhiệm vụ và mối quan hệ công tác đã được chuẩn bị để trình Ban Chấp hành Trung ương, Bộ Chính trị, Ban Bí thư xem xét. Đây là bước quan trọng nhằm nâng cao hiệu lực, hiệu quả hoạt động của hệ thống chính trị, đáp ứng yêu cầu phát triển trong giai đoạn mới.

### Sắp xếp, tinh gọn ở cấp địa phương
Về cơ bản các tổ chức Đảng, đoàn thể ở địa phương sắp xếp, tinh gọn theo các định hướng, tiêu chuẩn... từ cấp Trung ương.

## Các định hướng và tiêu chuẩn

### Sắp xếp, tinh gọn bộ máy cơ quan, Ban Đảng, đơn vị sự nghiệp của Đảng ở Trung ương
Theo "Phương án sắp xếp, tinh gọn bộ máy cơ quan, Ban Đảng, MTTQ, các tổ chức chính trị - xã hội ở Trung ương" thì các định hướng, tiêu chuẩn cho việc sắp xếp, tinh gọn cho các cơ quan này là như sau:
Đối với cơ quan, Ban Đảng, đơn vị sự nghiệp của Đảng ở Trung ương, Ban Tổ chức Trung ương: Giảm 2 đầu mối cấp vụ (từ 14 xuống còn 12 đầu mối, tương đương 14,2%), giảm 3 đầu mối cấp phòng (từ 16 xuống còn 13 đầu mối, tương đương 18,7%).
Ban Tuyên giáo và Ban Dân vận (dự kiến sau hợp nhất): Giảm 6 đầu mối cấp vụ (từ 25 đầu mối xuống còn 19 đầu mối, tương đương 24%), giảm 23 đầu mối cấp phòng (từ 28 xuống còn 5 phòng, tương đương 82,14%).
Ban Kinh tế Trung ương: Giảm 3 đầu mối cấp vụ (từ 9 xuống còn 6 đầu mối, tương đương 33,33%), giảm 10 đơn vị cấp phòng.
Ban Nội chính Trung ương: Giảm từ 2 đầu mối cấp vụ (từ 12 xuống còn 10 đầu mối, tương đương 16,67%), giảm 4 đơn vị cấp phòng (từ 8 xuống còn 4 đầu mối, tương đương 50%).
Cơ quan Ủy ban Kiểm tra Trung ương: Giảm 2 đầu mối cấp vụ (từ 14 xuống còn 12 đầu mối, tương đương 14,2%), giảm 7 đầu mối cấp phòng (từ 12 xuống còn 5 đầu mối, tương đương 58,33%).
Học viện Chính trị Quốc gia Hồ Chí Minh (sau khi tiếp nhận chức năng, nhiệm vụ các Hội đồng lý luận, khoa học của Trung ương; sáp nhập Học viện Hành chính): Giảm 21 đầu mối cấp vụ (từ 54 đầu mối trước khi sáp nhập xuống còn 33 đầu mối cấp vụ sau sáp nhập, tương đương 38,88%).
Báo Nhân dân: Giảm 10 đầu mối cấp vụ (từ 25 xuống còn 15 đầu mối, tương đương 40%), giảm 16 đầu mối cấp phòng (từ 41 xuống còn 25 đầu mối, tương đương 39%).
Tạp chí Cộng sản (sau tiếp nhận chức năng, nhiệm vụ các tạp chí của cơ quan, Ban Đảng): Tăng 2 đầu mối cấp vụ (từ 12 đầu mối thành 14 đầu mối, tương đương 16,6%).

### Định hướng, tiêu chuẩn cho việc sắp xếp, tinh gọn bộ máy Mặt trận Tổ quốc Việt Nam, các tổ chức chính trị-xã hội ở Trung ương
Các chuẩn cụ thể được xác định theo đề án là:
Cơ quan Trung ương Mặt trận Tổ quốc Việt Nam: Giảm 8 đầu mối cấp vụ (từ 16 xuống còn 8 đầu mối, tương đương 50%); tăng thêm 4 đơn vị cấp phòng.
Cơ quan Tổng Liên đoàn Lao động Việt Nam, đối với cơ quan Tổng Liên đoàn: Giảm 4 đầu mối cấp vụ (từ 10 xuống còn 6 đầu mối, tương đương 40%), giảm 3 đầu mối cấp phòng (tương đương 42,85%), chuyển 2 đơn vị sự nghiệp trực thuộc ban về các đơn vị sự nghiệp trực thuộc Tổng Liên đoàn quản lý.
Đối với Công đoàn ngành Trung ương và tương đương: Giảm 1 tổ chức công đoàn (từ 19 tổ chức xuống còn 18 tổ chức, tương đương 5,26%), mỗi công đoàn ngành lập tối thiểu 3 ban, sau khi sắp xếp lại các công đoàn ngành trung ương còn 54 ban (18,18%).
Đối với đơn vị sự nghiệp trực thuộc Tổng Liên đoàn: Giảm 4 đơn vị (từ 12 đơn vị xuống còn 8 đơn vị, tương đương 33,33%).
Cơ quan Trung ương Hội Nông dân Việt Nam, về bộ máy: Giảm 7 đầu mối cấp vụ (từ 15 đầu mối xuống còn 8 đầu mối, tương đương 46,67%), giảm 6/8 đầu mối cấp phòng (tương đương 75%) và Đại diện Văn phòng tại miền Nam.
Cơ quan Trung ương Hội Liên hiệp Phụ nữ Việt Nam, về bộ máy: Giảm 5 đầu mối cấp vụ (từ 15 đầu mối xuống còn 10 đầu mối, tương đương 33,3%), giảm 9 phòng trong các đơn vị sự nghiệp (từ 60 đầu mối xuống còn 51 đầu mối, tương đương 15%).
Cơ quan Trung ương Đoàn Thanh niên Cộng sản Hồ Chí Minh, về bộ máy: Giảm 17 đầu mối cấp vụ (từ 32 đầu mối xuống còn 15 đầu mối, tương đương 51,3%).
Cơ quan Trung ương Hội Cựu Chiến binh Việt Nam, về bộ máy: Giảm 3 đầu mối cấp vụ (từ 10 đầu mối xuống còn 7 đầu mối, tương đương 30%), giảm 2 phòng của đơn vị sự nghiệp (từ 5 phòng xuống còn 3 phòng, tương đương 40%).